# George Bellamy
George Bellamy född 8 oktober 1941, var kompgitarrist i bandet The Tornados under 50-talet och far till Muses frontman Matthew Bellamy.